# Toquí de corona rogenca
El toquí de corona rogenca o toquí de casquet (Arremon castaneiceps) és un ocell de la família dels passerèl·lids (Passerellidae). Fins fa poc, es col·locava en el gènere Lysurus. Està relacionat amb el toquí de bigotis (Arremon crassirostris) i l'ornitòleg Carl Eduard Hallmayr fins i tot va suggerir que haurien de ser classificats com la mateixa espècie.

## Hàbitat i distribució
Habita els boscos humits i de muntanya baixa, sovint prop de barrancs, vores de boscos, rius i rierols als Andes Colòmbia, Equador i extrem nord del Perú. Es troba a cotes d'entre 700-2200 metres a Colúmbia, 800-1800 m a l'Equador i 750-1800 m al Perú.

## Descripció
El toquí de corona rogenc mesura uns 16 cm, una envergadura de 82-83 mm per als mascles i una d'aproximadament 76 mm per a les femelles, juntament amb una longitud mitjana de la cua de 66 mm. La massa és d'entre 34,5-39 grams per als mascles i 32-35 grams per a les femelles.
Té un plomatge de color verd oliva amb el cap gris i la capçada i el clatell castanys. Té l'iris marró o marró fosc, el bec negre o gris fosc i el tars i els dits dels peus negres, les ales i la cua són de color més fosc que la resta del cos. La cua és més arrodonida en comparació amb altres espècies d'Arremon. Els jovenils són semblants als adults però tenen la capçada, la gola i la cara de colors més apagades i una coloració desigual del plomatge. Per a aquesta espècie no hi ha informació més específica sobre la muda ni en quina època es produeix.

## Cria i nidificació
L'època de reproducció del toquí de corona rogenc té lloc al març, abril i juny. Els nius són grans cúpules amb una entrada lateral, sovint cobertes de molsa, sarments, falgueres o arrels i fets de trossos d'arrel teixides, fulles de bambú i fulles fresques de falguera. Els nius es troben als marges dels rierols o a la vegetació prop de l'aigua corrent. Les posta contenen 2 ous que són majoritàriament blancs, però de vegades tenen petites taques de color vermell-marró concentrades prop de l'extrem més gros de l'ou. Hi ha poca informació sobre el comportament sexual, però sovint es veuen per parelles.

## Alimentació
El toquí de corona rogenc s'alimenta fent salts al terra del sotabosc i al terra de l'interior de boscos montans humits És lleugerament similar al més comú toquí de capell castany (Arremon brunneinucha) però es distingeix per tenir el cap tot gris i el cos tot verd oliva. També és lleugerament semblant al toquí caranegre (Atlapetes melanolaemus).
Se sap poc sobre la dieta, però se suposa que inclou llavors i insectes gràcies a les troballes estudiades del contingut de l'estómac.

## Etimologia
«Arremon» deriva del grec antic “arrhemon”, “arrhemonos” que significa “silenciós”, “sense parla”. “Castaneiceps” també deriva del grec antic “kastanon” que significa “castanya” i “ceps” vol dir “cap”.